# Bobby Cook
Robert Bernard "Bobby" Cook (Harvard, Illinois, 1 de abril de 1923-Lake Geneva, Wisconsin, 11 de octubre de 2004) fue un jugador de baloncesto estadounidense que disputó una temporada en la NBA, además de jugar en la NBL y la NPBL, siempre con el mismo equipo, los Sheboygan Redskins. Con 1,78 metros de estatura, jugaba en la posición de base.

## Trayectoria deportiva

### Universidad
Tras pasar el servicio militar en la Armada, jugó durante cuatro temporadas en los Badgers de la Universidad de Wisconsin, siendo elegido en sus dos últimas temporadas como mejor jugador del equipo. Em ambas fue incluido en los mejores quintetos de la Big Ten Conference, en 1947 en el primero, tras ser el líder en anotación de la conferencia, con 14,7 puntos por partido, y en el segundo en 1948.

### Profesional
Fue elegido en la vigésima posición del Draft de la NBA de 1948 por los Fort Wayne Pistons, pero acabó fichando por los Sheboygan Redskins, en aquella temporada militando en la NBL. Al año siguiente el equipo pasó a la NBA, donde jugó una única temporada, promediando 11,5 puntos y 3,1 asistencias por partido, batiendo ese año el récord de la NBA de más puntos en un partido, consiguiendo 44 ante los Denver Nuggets en enero de 1950, logrando 18 canastas de tiros de campo y 8 tiros libres, batiendo los 43 que tenía Alex Groza hasta ese momento.
Al año siguiente el equipo cambió nuevamente de liga, pasando a jugar a la NPBL, competición que ganaron, con 12,6 puntos por partido de Cook, entre los mejores anotadores de la liga.

## Estadísticas de su carrera en la NBA

### Temporada regular
| Temporada | Edad | Equipo             | Liga | P  | TIT | MIN | TC  | TCA  | %TC  | 3P | 3PA | %3P | TL  | TLA | %TL  | R.OF. | R.DEF. | REB | ASIS | ROB | TAP | PER | FP  | PTS  |
| 1949-50   | 26   | Sheboygan Redskins | NBA  | 51 |     |     | 4.4 | 12.2 | .358 |    |     |     | 2.8 | 3.5 | .790 |       |        |     | 3.1  |     |     |     | 2.2 | 11.5 |
| Total     |      |                    | NBA  | 51 |     |     | 4.4 | 12.2 | .358 |    |     |     | 2.8 | 3.5 | .790 |       |        |     | 3.1  |     |     |     | 2.2 | 11.5 |

### Playoffs
| Temp.   | Edad | Equipo             | Liga | P | MIN | TCA | TC | 3PA | 3P | TLA | TL | R.OF. | REB | ASIS | ROB | TAP | PER | FP | PTS | %TC  | %3P | %FT  | MIN | PTS | REB | AST |
| 1949-50 | 26   | Sheboygan Redskins | NBA  | 3 |     | 3   | 10 |     |    | 3   | 6  |       |     | 6    |     |     |     | 3  | 9   | .300 |     | .500 |     | 3.0 |     | 2.0 |
| Total   |      |                    | NBA  | 3 |     | 3   | 10 |     |    | 3   | 6  |       |     | 6    |     |     |     | 3  | 9   | .300 |     | .500 |     | 3.0 |     | 2.0 |